# Gunung Tajem
Gunung Tajem is een bestuurslaag in het regentschap Brebes van de provincie Midden-Java, Indonesië. Gunung Tajem telt 939 inwoners (volkstelling 2010).